# Kalfatrejern
Kalfatrejern, også kaldt digtejern (digte=tætne) er forskelligt udformede stykker værktøj, der bruges af bådebyggere, når de skal tætne nåderne imellem bordplankerne. Nogle af dem har mere eller mindre skarpe kanter, mens andre har en v-formet udskæring langs den forholdsvis lange ”æg”. Bredden (tykkelsen) varierer efter det nåd, der skal digtes.
At kalfatre betyder at tætte et skib med værk, bestående af opkradset tovværk eller blår ved at drive det ind i fugerne (nåderne) med kalfatrejern og kalfatrehammer eller kalfatrekølle og derefter mætte det med beg.
Det kræver stor øvelse at kalfatre rigtigt, for bliver værket for løst holdes vandet ikke ude, og gøres det for fast, sprænges plankerne. Større både får flere gange kalfatring, der sluttes af med en gang klamaj.
Bådebygger Helge Askholm har fortalt, at han i sin tid var med til at bygge et ca 750 BRT stort skib (G. C. Amdrup) i midten af 1940'ne, og at det efter klamajningen var blevet henved 10 cm smallere, fordi værket havde presset så meget på plankerne, at skrogets facon ændrede sig.

## Navne på kalfatrejern
De forskellige jern har forskellige navne:
1. Hanefod, eller hanefodsjern, der også kaldes hønsefod eller hønefod er et særligt skævt, asymmetrisk jern.
2. Klamaj, klamajjern eller klamej er et særligt stort kalfatrejern, der bearbejdes med en tohåndsmukkert, et klamajslag eller ligefrem et kongeslag.
3. Rabat. Rabatjern har dobbelt v-formet udskæring.
4. Stuvejern bruges til at stuve værket med, bringe det længere ind i nådet efter den første sætning, der foregår med:
5. Sæt(te)jern, der er et smalt jern, som anvendes til at få første gang værk bragt ind i nådet.
6. Hos C. Th. Rom er nævnt et naglejern, der angiveligt er et kalfatrejern.

## Svært tilgængelige steder
Til brug på svært tilgængelige steder, fx i damkuttere, forlænges kalfatrejernet, og hvis det skal anvendes i klinkbyggede både, bliver det forkrøppet. Det var ofte sætjernene, der fik denne behandling hos værftets smed.
En bådebygger mente ikke, det gik hurtigt nok med sættejern til klinkbyggede joller og opfandt derfor en rulle på størrelse med en gammeldags tokrone og ca 3 mm tyk til at presse bomuldstråden ind i nådet.
Denne bådebygger/skibstømrer (Johannes Christensen), opfandt denne rulle i forbindelse med akkordarbejde på nogle klinkbyggede redningsjoller. Han fandt på dette stykke værktøj, grundet akkorden var for dårlig. Rullen eksisterer stadig i gemmerne.